# Bisallardiana philippei
Bisallardiana philippei är en skalbaggsart som beskrevs av Allard 1995. Bisallardiana philippei ingår i släktet Bisallardiana och familjen Cetoniidae. Inga underarter finns listade.